# Vata Emil
Vata Emil (Hódmezővásárhely, 1932. augusztus 8. – 2020. május 10.) Jászai Mari-díjas magyar díszlettervező, festőművész, a Pécsi Nemzeti Színház örökös tagja.

## Életpályája
Szülei: Vata Sándor és Lefort Piroska voltak. 1950–1955 között a Magyar Iparművészeti Főiskola díszlettervező szakán Oláh Gusztáv és Varga Mátyás voltak a mesterei. Rajzot, festést Vén Emiltől tanult. 
1955–1978 között, valamint 1984–1993 között a Pécsi Nemzeti Színház tagja volt. 1978–1984 között a Győri Nemzeti Színházban dolgozott. 1994 óta a Pécsi Nemzeti Színház örökös tagja.
1955 óta több mint 200 bemutató díszlettervét készítette el. 1977-ben önálló kiállítása volt belőlük a Magyar Nemzeti Galériában.
Díszletterveit az összefogott, festői eszköztárral megvalósított monumentális hatású színpadképek jellemzik. Kedvelte a tetszőlegesen, változatosan mozgatható kulisszákat, amelyek mozgatását gyakran a darabokban szereplő színészekre bízta. Képzőművészként a ’50-es évektől finom szénrajzokat, portrékat készített. Festményeinek fő motívumait Pécs óvárosának épületei, hangulatos utcái adják.

## Színházi munkái
- Kodolányi János: Végrendelet (1955)
- Branislav Nušić: A kegyelmes asszony (1956)
- Lehár Ferenc: A mosoly országa (1957, 1984)
- Lehár Ferenc: Luxemburg grófja (1957, 1968, 1983)
- Miroslav Stehlík: Ketten a veremben (1958)
- Friedrich Schiller: Stuart Mária (1958, 1961, 1964)
- Eugène Labiche: Helénke boldog (1959)
- Erkel Ferenc: Bánk bán (1960, 1984, 1998)
- Georges Bizet: Carmen (1960, 1986)
- William Shakespeare: Macbeth (1960, 1972)
- Puccini: Bohémélet (1961, 1972, 1993)
- Purcell: Etűdök (1962)
- Verdi: Don Carlos (1963, 1979, 1985, 1988)
- Akszjonov: Kollégák (1963)
- Rossini: A sevillai borbély (1963, 1981)
- William Shakespeare: III. Richárd (1964)
- Huszka Jenő: Aranyvirág (1964)
- Monnot: Irma, te édes (1965)
- Baldwin: Ének Charlie úrért (1966)
- Gounod: Faust (1967)
- Williams: A tetovált rózsa (1968)
- Fall: Sztambul rózsája (1969)
- Illyés Gyula: Tiszták (1969)
- Puccini: Manon Lescaut (1970, 1984)
- Whiting: Ördögök (1971)
- Gorkij: Az utolsók (1972)
- Mihura: Három cilinder (1973)
- Mozart: Figaro házassága (1974)
- Huszka Jenő: Gül Baba (1974, 1999-2000)
- Rozov: Kényes helyzet (1975)
- Tamási Áron: Ősvigasztalás (1976)
- Leigh: La Mancha lovagja (1977)
- Németh László: Eklézsia-megkövetés (1978)
- Carlo Goldoni: Két úr szolgája (1979)
- Molière: Kényeskedők (1980)
- Pancsev: Mese a négy sapkáról (1981)
- Verdi: Rigoletto (1982)
- Molnár Ferenc: A testőr (1982)
- Kodály Zoltán: Háry János (1983)
- William Shakespeare: Szentivánéji álom (1984)
- Sarkadi Imre: Elveszett paradicsom (1985)
- Verdi: A trubadúr (1985, 1989)
- Lehár Ferenc: A víg özvegy (1986, 1990)
- Brecht: Koldusopera (1987)
- Strauss: Bécsi vér (1988)
- Jacobi Viktor: Leányvásár (1989)
- Hunyady Sándor: A három sárkány (1990)
- Ábrahám Pál: Viktória (1991, 2000)
- Kálmán Imre: Marica grófnő (1992, 1997)
- Ábrahám Pál: Bál a Savoyban (1993, 1995)
- Verdi: Aida (1999)
- Grimm: Csipkerózsika (2012)
- Spiró György: Príma környék (2013)

## Kiállításai

### Egyéni
- 1963, 1971, 1988, 1993, 2000 – Pécs
- 1977 – Budapest

### Válogatott csoportos
- 1971 – Párizs
- 1980 – Miskolc
- 1987 – Rio de Janeiro

## Díjai
- Jászai Mari-díj (1967)
- A Munka Érdemrend ezüst fokozata (1971)
- Pécs Megyei Város Művészeti Díja (1980)
- Győr-Sopron Megye Művészeti Díja (1980)
- Rio de Janeiró-i Arany Paletta-díj (1987)